# Uścianek (województwo warmińsko-mazurskie)
Uścianek (niem. Uszannek, w latach 1938–1945 Trotha) – osada w Polsce położona w województwie warmińsko-mazurskim, w powiecie nidzickim, w gminie Janowo.
W latach 1975–1998 miejscowość administracyjnie należała do województwa olsztyńskiego.